# 漢尼夫卡 (丘胡伊夫區)
50°1′41″N 37°6′47″E / 50.02806°N 37.11306°E
漢尼夫卡（烏克蘭語：Ганнівка）是位於烏克蘭東部的村莊，由哈爾科夫州丘胡伊夫区的佩切尼希市鎮負責管轄。該村距離莫斯卡利夫卡1公里，始建於1675年，面積0.68平方公里，海拔高度119米，2001年人口51。